# Panusupan (Cilongok)
Panusupan is een bestuurslaag in het regentschap Banyumas van de provincie Midden-Java, Indonesië. Panusupan telt 7627 inwoners (volkstelling 2010).